# Orquesta Sinfónica del Estado de México

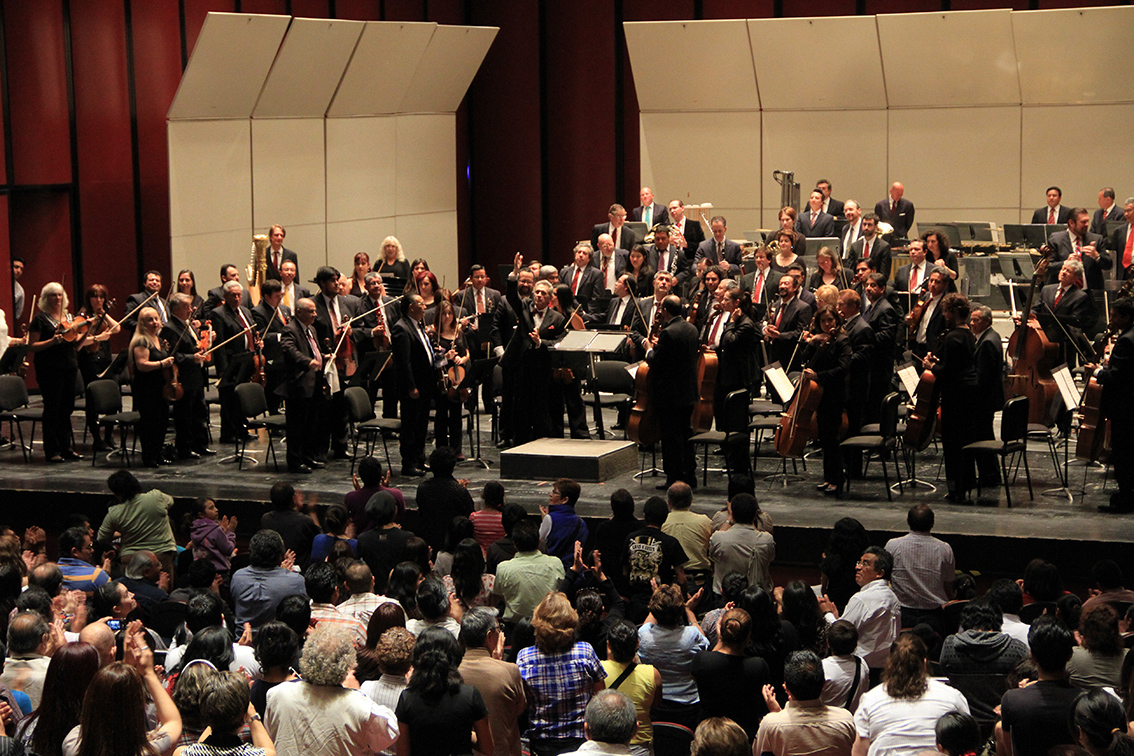
La Orquesta Sinfónica del Estado de México en 2014.

La Orquesta Sinfónica del Estado de México (OSEM) se fundó en 1971 en Toluca, estado de México, México. Se presenta regularmente en la Sala Felipe Villanueva en Toluca y en la Sala Elisa Carrillo del Centro Cultural Mexiquense Bicentenario.
Actualmente, y a 50 años de su fundación, es dirigida por el maestro Rodrigo Macias.
El 27 de agosto de 1971 por iniciativa del Gobierno del Estado de México, se iniciaron las actividades de la Orquesta Sinfónica del Estado de México (OSEM), con el objetivo de difundir la música de concierto como medio de unión e identificación entre los mexicanos. 
Con residencia en la ciudad de Toluca, la OSEM se ha caracterizado desde sus inicios por el empeño de llevar su mensaje a todos los rincones de la República Mexicana y a lo largo de 50 años de existencia, la OSEM, ha presentado en sus conciertos a los directores invitados y solistas más destacados del planeta. 
La OSEM fue dirigida por Enrique Bátiz desde su fundación hasta 1983 en su primer periodo y posteriormente de 1989 a 2018. Entre 1983 a 1985, fue dirigida por Manuel Suárez; de 1985 a 1989 por Eduardo Diazmuñoz y a partir de febrero de 2018 le fue conferida la Dirección General de la OSEM al director de orquesta y compositor mexiquense, Rodrigo Macías. 
Bajo el liderazgo del maestro Macías, la OSEM ha buscado profundizar en su compromiso con las y los mexiquenses a través de varias líneas importantes de trabajo: afianzar su presencia en gran parte de los municipios del Estado de México gracias a su  participación en diversos  festivales y teniendo sedes alternas como el Centro Cultural Mexiquense Bicentenario en Texcoco; el Centro Cultural Mexiquense Anáhuac en Huixquilucan; y la FES Acatlán en Naucalpan, donde  busca generar nuevas audiencias y colocarse entre las preferencias del público juvenil. 
En este mismo tenor, destacan sus habituales conciertos y la comisión de obras específicas para estudiantes adolescentes y actividades como los conversatorios, que permiten al  público que acude a los conciertos, tener una mejor apreciación de las obras que escuchará en cada una de sus presentaciones. 
Por otro lado, refrendando su compromiso con la música contemporánea, la OSEM comisiona y estrena obras de autores mexicanos vivos, además de recuperar obras de autores consagrados que se han interpretado poco, o que ven sus obras presentadas por primera vez en el Estado.
Así mismo, la OSEM sigue dando cabida a importantes invitados de talla internacional, así como a jóvenes músicos de importante trayectoria en México y el mundo. 
El 2 de marzo de 2021, la Orquesta Sinfónica del Estado de México, recibió de manos del Gobernador Constitucional del Estado de México, el Lic. Alfredo del Mazo Maza, el máximo galardón que otorga el Gobierno del Estado de México a las y los mexiquenses más destacados: la Presea Estado de México 2020 en Artes y Letras “Sor Juana Inés de la Cruz”.
En resumen, más de 800 solistas invitados, 8 países y 32 estados de la República visitados; 500 discos editados; más de 3 mil conciertos y 145 Temporadas, enmarcan los primeros 50 años de vida de la Orquesta Sinfónica del Estado de México.

## Discografía
La discografía de la OSEM incluye obras de Verdi y de Rossini; obras de compositores de México y España (Manuel M. Ponce, Isaac Albéniz y Joaquín Rodrigo) y las series integrales de las sinfonías de Beethoven, Schumann, Brahms y Chaikovski.

## Giras
En 1975 la OSEM realizó su primera gira por los Estados Unidos, presentándose en las ciudades más importantes. En 2002 y 2003, la OSEM realizó incursiones europeas, presentando seis conciertos en España, Polonia, Alemania y Francia.
En 2005 esta orquesta viajó a la Ciudad de Paris, Francia para presentar dos conciertos en la Sala Gaveau y Teatro Mogador acompañada de solistas como Filomena Moretti, Mark Zeltser y Koh Kameda.
En septiembre del 2005 con siete conciertos se llevó a cabo la gira por la República Popular de China en Ciudades como Shanghái, Pekín y Shenyang, en enero del 2006 esta orquesta ofreció seis conciertos en España, incluyendo el Festival Internacional de Sevilla “Entreculturas” además de Madrid, Albacete y Zaragoza.
En el año 2010 la OSEM recibió la invitación para representar la cultura musical Hispanoamericana en la cincuenta y nueve edición del Festival de Música y Danza en Granada, España.
El músico invitado de la OSEM también ha actuado como solista con directores Claudio Abbado, Roberto Abbado, Bruno Bartoletti, Luciano Berio, Ernest Bour, Bruno Campanella, Aldo Ceccato, Riccardo Chailly, Sergiu Comissiona, José Ramón Encinar, Peter Eötvös, Vladimir Fedoseyev, Gabriele Ferro, Alexander Frey, Daniele Gatti, Gianandrea Gavazzeni, Gianluigi Gelmetti, Michael Gielen, Cristóbal Halffter, Djansug Kachidse, Bernhard Klee, Vladimir Jurowsky, Peter Maag, Bruno Maderna, Diego Masson, Ingo Metzmacher, Riccardo Muti, Marcello Panni, Zoltán Peskó, Josep Pons, Giuseppe Sinopoli, Arturo Tamayo, Lothar Zagrosek, y con orquestas como la Orquesta de La Scala, la Orquesta dell’Accademia Nazionale di Santa Cecilia , la Orquesta de la RAI, London Sinfonietta, LSO, RTL de Luxemburgo, Bruselas BRTN, la Orquesta Sinfónica de la Monnaie, Colonia WDR, SWF Baden-Baden, Deutsches Symphonie-Orchester de Berlín, Bayerischer Rundfunk, Filarmónica de Múnich.